# My favourite songs
My favourite songs è una raccolta di Cristiano Malgioglio.

## Tracce
1. Toglimi il respiro (Take my breath away)
2. Lady in red
3. Penso a te
4. En privado (In private)
5. Anna
6. Non vivo senza te
7. Non ti lascerò andare via (Unchained melody)
8. Il ritmo della notte (The beat of the night)
9. Oh! Mama
10. Con l'amore addosso (Wonderful life)
11. Avventuriero
12. Café Chantant